# Temporada 2012 del Campeonato Mexicano de Rally
La temporada 2012 del Campeonato Mexicano de Rally se llamó Campeonato Copa México ¡Se Siente! y estuvo compuesta de siete pruebas. Comenzó el 20 de abril con el Rally Cañadas y finalizó el 7 de diciembre con el Rally Acapulco.

## Calendario
Fuente: CNRM
| N.º | Fecha             | Prueba                  | Otros                           |
| --- | ----------------- | ----------------------- | ------------------------------- |
| 1   | 20 - 21 de abril  | Rally Cañadas           | NACAM Regional PAC              |
| 2   | 18 - 20 de mayo   | Rally Montañas          | NACAM                           |
| 3   | 7 - 8 de julio    | Rally de las 24 Horas   |                                 |
| 4   | 3 - 4 de agosto   | Rally de la Media Noche | Regional PAC Regional Occidente |
| 5   | 25 de agosto      | Rally Sierra Juárez     |                                 |
| 6   | 22 de septiembre  | Rally Patrio            | Regional Occidente              |
| 7   | 6 -7 de diciembre | Rally Acapulco          | Regularidad                     |

## Resultados

### Campeonato de Pilotos
Fuente: CNRM
| Pos. | Piloto              | Club  | CAÑ | MON | 24H | MDN | JUA | PAT | ACA | Puntos |
| ---- | ------------------- | ----- | --- | --- | --- | --- | --- | --- | --- | ------ |
| 1    | Roberto Zavaleta    | PAC   | 12  | 10  | 10  | 10  | 8   | 1   | 10  | 61     |
| 2    | Francisco Name      | RAC   | 1   | 1   | 12  | 12  | 4   | 12  | 12  | 54     |
| 3    | Víctor M. Rodríguez | OAC   | 1   | 8   | 8   | 7   | 12  | 10  | 8   | 54     |
| 4    | Rafael Boy          | RAC   | 10  | 12  | 1   | 8   | 10  | 1   | 1   | 43     |
| 5    | Emilio Velázquez    | OAC   | 8   |     | 7   | 1   | Otr | 8   | 7   | 31     |
| 6    | Fernando Urquiza    | RAC   | 5   |     | 1   | 5   | 6   | 7   | 6   | 30     |
| 7    | Franciso Monroy     | CAF   | 2   | 5   | 5   | 4   | 5   | 6   | 3   | 30     |
| 8    | Gustavo Sánchez     | CASAC | 1   | 6   | 4   | 6   |     | 1   | 5   | 23     |

| Color  | Resultado                               | Color                                   | Resultado                               |
| ------ | --------------------------------------- | --------------------------------------- | --------------------------------------- |
| Oro    | Ganador                                 | Azul                                    | Finalizó la prueba                      |
| Plata  | 2.º lugar                               | Violeta                                 | No terminó (Ret)                        |
| Bronce | 3.er lugar                              | Negro                                   | Descalificado (Des)                     |
| Verde  | Entre los 10 prim.                      | Sin color                               | No participó                            |
| Blanco | Puntuó en otra prueba o categoría (Otr) | Puntuó en otra prueba o categoría (Otr) | Puntuó en otra prueba o categoría (Otr) |

### Campeonato de Navegantes
Fuente: CNRM
| Pos. | Navegante         | Club | CAÑ | MON | 24H | MDN | JUA | PAT | ACA | Puntos |
| ---- | ----------------- | ---- | --- | --- | --- | --- | --- | --- | --- | ------ |
| 1    | Javier Marín      | RAC  | 12  | 12  | 12  | 12  | 10  | 1   | 12  | 71     |
| 2    | Christian Coronel | OAC  | 1   | 10  | 10  | 10  | 12  | 12  | 10  | 65     |
| 3    | Erick Flores      | CAF  | 7   | 8   | 7   | 8   | 8   | 8   |     | 46     |
| 4    | Elizabeth Tejada  | CAF  | 10  |     | 8   | 1   | Otr | 10  | 8   | 43     |

### Campeonato de Clubes
Fuente: CNRM
| Pos. | Club                                         | Puntos |
| ---- | -------------------------------------------- | ------ |
| 1    | Rally Automóvil Club, A.C.                   | 207    |
| 2    | Oaxaca Automóvil Club, A.C.                  | 163    |
| 3    | Club Automovilístico Francés de México, A.C. | 116    |
| 4    | Puebla Auto Club, A.C.                       | 74     |
| 5    | Club Automovilístico Santiago, A.C.          | 23     |
| 6    | Club COPA Vive el Automovilismo A.C.         | 20     |